# Oriano Quilici
Pour les articles homonymes, voir Quilici.
Oriano Quilici (29 novembre 1929 - 2 novembre 1998) est  un prélat italien de l'Église catholique qui a passé sa carrière au service diplomatique du Saint-Siège.

## Biographie
Oriano Quilici est né le 29 novembre 1929 dans le quartier San Pietro a Vico de Lucques, Italie. Il est ordonné prêtre le 8 décembre 1954.
Il est titulaire d'un diplôme de théologie et de philosophie de l'université pontificale grégorienne et d'un doctorat en droit canonique de l'université pontificale du Latran.
Il termine les études à l'Académie pontificale ecclésiastique en vue d'une carrière diplomatique en 1957 et entre au service diplomatique du Saint-Siège le 1er août 1959. Ses premiers postes incluent le Costa Rica (en), le Chili (en), les Philippines (en), la Yougoslavie (en), la Nouvelle-Zélande (en) et l'Océanie, et la Corée du Sud (en), ainsi qu'un séjour à Vienne de 1970 à 1975, où, à partir de 1971, il est l'observateur permanent du Saint-Siège auprès de deux organismes internationaux : l'Agence internationale de l'énergie atomique et l'Organisation des Nations unies pour le développement industriel.
Le 15 novembre 1975, le pape Paul VI le nomme archevêque titulaire de Tabla (de) et pro-nonce apostolique en République centrafricaine et délégué apostolique au Tchad (en) et en République du Congo. Il est consacré évêque le 7 décembre. En République centrafricaine, il refuse diplomatiquement la demande de Jean-Bédel Bokassa que le pape le couronne empereur en décembre 1977,.
Le 26 juin 1981, le pape Jean-Paul II le nomme nonce apostolique au Guatemala (en), le 11 juillet 1990 au Venezuela (en), et le 8 juillet 1997 en Suisse et au Liechtenstein (en),. Au Guatemala, en 1983, il fait appel sans succès à l'arrêt de plusieurs exécutions quelques jours avant l'arrivée du pape Jean-Paul dans ce pays.
Il meur à l'hôpital universitaire de Berne, en Suisse, le 2 novembre 1998,.

## Succession apostolique
Oriano Quilici a ordonné les évêques suivants :
- Évêque Jorge Mario Ávila del Águila (de), C.M. (1983)
- Évêque Julio Amílcar Bethancourt Fioravanti (de) (1983)
- Évêque Fernando Claudio Gamalero González (de) (1986)
- Évêque Rodolfo Francisco Bobadilla Mata (de), C.M. (1987)
- Évêque Joaquín José Morón Hidalgo (1992)
- Évêque Santiago Pérez Sánchez (de) (1993)